# Verbond van Belgische Ondernemingen
Het Verbond van Belgische Ondernemingen (VBO) (Frans Fédération des Entreprises de Belgique, FEB) is de enige interprofessionele werkgeversorganisatie in België die via zijn leden-sectorfederaties indirect 50.000 ondernemingen uit de drie gewesten vertegenwoordigt.

## Geschiedenis
Het Verbond van Belgische Ondernmingen ontstond in 1973 uit een fusie van het toenmalige Verbond der Belgische Nijverheid (VBN) en het Verbond van Belgische niet-industriële ondernemingen.
Als gevolg van de staatshervormingen in de jaren tachtig, - het ontstaan van het Waalse en Vlaamse Gewest -, moest de organisatie zich aanpassen en ging het VBO zich meer focussen op het federale en internationale socio-economische beleid, zonder aan belang in te boeten als werkgeversorganisatie die het bedrijfsleven in België en daarbuiten vertegenwoordigt.. Als patronale actor werd het VBO op 1 mei 1985 het doelwit van een bomaanslag door de Cellules Communistes Combattantes (CCC). Andere scharniermomenten in zijn bestaan zijn : de oprichting van de Groep van Tien in 1986, de start van de Europese interne markt in 1993, de invoering van de euro in 1999, de bankencrisis van 2008… In 2020 vierde het VBO zijn 125-jarig bestaan met een nieuwe mission statement die zijn maatschappelijke rol bekrachtigt.

## Doelstelling
Het VBO onderhandelt als werkgeversorganisatie over sectoroverschrijdende akkoorden en overeenkomsten, waaronder het tweejaarlijks interprofessioneel akkoord of IPA. Het VBO zetelt – als sociale partner – in de belangrijkste interprofessionele paritaire organen: de Nationale Arbeidsraad (NAR) en de Centrale Raad voor het Bedrijfsleven (CRB).
De uitdagingen van de 21e eeuw en de regionalisering van een aantal bevoegdheden vereisen een nieuw sociaaloverlegmodel. Om daaraan tegemoet te komen zijn de interprofessionele werkgeversorganisaties een nieuw samenwerkingsprotocol overeengekomen voor een geïntegreerd en gecoördineerd sociaal overleg (Interprofessioneel Werkgeversoverleg/IWO) (BECI, Boerenbond/FWA, UCM, UNISOC, UNIZO, UWE, VBO en Voka) .
Ten slotte neemt het VBO deel aan het beheer van de sociale zekerheid door te zetelen in de bestuursorganen van de openbare socialezekerheidsinstellingen. Het is ook aanwezig in heel wat gespecialiseerde adviesorganen: de Federale Raad voor Duurzame Ontwikkeling, de Indexcommissie, de Raad van de gelijke kansen voor mannen en vrouwen enz.
Op Europees niveau is het VBO aangesloten bij BusinessEurope, de Europese werkgeversorganisatie.

## Structuur[3]
Het VBO vertegenwoordigt de Belgische ondernemingen via  een vijftigtal sectorfederaties. Elke aangesloten sectorfederatie wordt vertegenwoordigd door één lid in de raad van bestuur. De organisatie vertegenwoordigt bedrijven in de industrie en de dienstensector, met uitzondering van de niet-marktsectoren, ongeacht hun schaal.  
De ideologische verzuiling aan vakbondszijde vinden we niet terug aan de kant van de werkgevers.

### Bestuur
De voorzitter wordt driejaarlijks verkozen en is afwisselend een Nederlandstalige en een Franstalige. De dagelijkse leiding is in handen van de afgevaardigd bestuurder.
| Periode      | Voorzitter                 |
| ------------ | -------------------------- |
| 1973 - 1975  | Pol Provost                |
| 1975 - 1978  | Roger Van der Schueren     |
| 1978 - 1981  | Frans Van den Bergh        |
| 1981 - 1984  | Daniel Janssen             |
| 1984 - 1987  | André Leysen               |
| 1987 - 1990  | Philippe Bodson            |
| 1990 - 1992  | Urbain Devoldere           |
| 1992 - 1993  | Norbert Joris (ad interim) |
| 1993 - 1996  | Georges Jacobs             |
| 1996 - 1999  | Karel Boone                |
| 1999 - 2002  | Gui de Vaucleroy           |
| 2002 - 2005  | Luc Vansteenkiste          |
| 2005 - 2008  | Jean-Claude Daoust         |
| 2008 - 2011  | Thomas Leysen              |
| 2011 - 2014  | Pierre-Alain De Smedt      |
| 2014 - 2017  | Michèle Sioen              |
| 2017 - 2020  | Bernard Gilliot            |
| 2020 - 2023  | Bart De Smet               |
| 2023 - heden | René Branders              |

| Periode      | Afgevaardigd-bestuurder |
| ------------ | ----------------------- |
| 1973 - 1989  | Raymond Pulinckx        |
| 1990 - 2004  | Tony Vandeputte         |
| 2004 - 2012  | Rudi Thomaes            |
| 2012 - heden | Pieter Timmermans       |

### Sectoren
Het VBO telt een vijftigtal leden-sectorfederaties (effectieve leden en toetredende leden). Samen vertegenwoordigen ze meer dan 50.000 ondernemingen. Qua werkgelegenheid vertegenwoordigen die bedrijven ongeveer 75% van de tewerkstelling in de privésector, 2/3 van de toegevoegde waarde en 80% van de export.

#### Effectieve leden
| - Advies- en ingenieursbureaus – Organisatie van advies- en ingenieursbureaus in België (ORI) - Afval- en recyclagesector - Belgische federatie van de afval- en recyclagesector (denuo) - Autohandel en reparatie - Belgische Confederatie van de Autohandel en reparatie en van de aanverwante sectoren (TRAXIO) - Automobiel- en tweewielerindustrie - Belgische Federatie van de Automobiel- en Tweewielerindustrie (FEBIAC) - Baksteen- Belgische Baksteenfederatie (BBF) - Banken, beurs, krediet en beleggingen - Belgische Federatie van de Financiële sector (Febelfin) - Beton - Federatie van de Betonindustrie (FEBE) - Bewakingsondernemingen - Beroepsvereniging van Bewakingsondernemingen (BVBO) - Bouw - The Belgian Construction Association (Embuild) - Cement - Federatie van de Belgische Cementnijverheid (Febelcem) - Chemie en life sciences - Belgische Federatie van de Chemische Industrie en Life Sciences (essenscia) - Diamant - Antwerp World Diamond Centre (AWDC) - Energie (Elektriciteits- en gasbedrijven) - Federatie van de Belgische Elektriciteits- en Gasbedrijven (Febeg) - Energie (Elektriciteits- en gasnetbeheerders) – Federatie van de Elektriciteits- en Gasnetbeheerders in België (Synergrid) - Energie (Mobility & Energy) – Organisatie van ondernemingen die energieoplossingen aanbieden voor mobiliteit en verwarming (Energia) - Grafische industrie - Federatie van de Belgische Grafische Industrie (Febelgra) - Handel en diensten - Belgische federatie van de handel en diensten (Comeos) - Havens - Werkgeversbond der Belgische havens - Ijzer en staal - Staalindustrie Verbond (GSV) - Kalk, kalksteen, dolomiet en aanverwante producten - Verbond van ontginningsbedrijven in België (Fediex) - Kleding en confectie - Beroepsorganisatie van de mode-, kleding- en confectiesector (Creamoda) - HR-dienstverleners - Network for work (Federgon) - Notariaat - Federatie van het Notariaat (FEDNOT) - Papier - karton - glas - Platform Sustainable Goods (inDUfed) - Schoonmaak - Algemene Belgische Schoonmaakunie (ABSU) - Sigarettenfabrikanten - Cigarette Manufacturers of Belgium and Luxembourg (Cimabel) - Sociale secretariaten - Unie van erkende sociale secretariaten van werkgevers (USS) - Technologische industrie - Organisatie van technologische bedrijven (Agoria) - Textiel, hout en meubel - Federatie van de textiel-, hout- en meubelindustrie (Fedustria) - Transport en logistiek (logistieke dienstverleners) - Koninklijke federatie van Belgische transporteurs en logistieke dienstverleners (Febetra) - Transport en logistiek (internationale handel) - Werkgeversfederatie voor de internationale handel, het vervoer en de logistiek - Verzekeringen (makelaars) - Federatie van verzekeringsmakelaars voornamelijk actief in bedrijfssector, instellingen en publieke organisaties (BVVM) - Verzekeringen (verzekeringsondernemingen) - Beroepsvereniging van Verzekeringsondernemingen (Assuralia) - Vezelcement - Beroepsvereniging van Belgische vezelcement producenten - Voedingsindustrie - Federatie Voedingsindustrie (Fevia) - Voorafbetaalde titels - Voucher Issuers Association (VIA) - Zandgroeven - Bedrijfsgroepering zandgroeven - Zeevervoer - Koninklijke Belgische Redersvereniging (KBRV) |

#### Toetredende leden
| - Audiovisuele media - Federatie der Belgische Audiovisuele Ondernemingen (Febelav) - Auteurs, componisten en uitgevers - Belgische Vereniging van Auteurs, Componisten en Uitgevers (SABAM) - Beheer bedrijfsmatig verpakkingsafval - Organisatie voor het beheer van industriële verpakkingen (Valipac) - Diamant - Syndicaat der Belgische Diamantnijverheid (SBD) - Hout - Belgische houtfederatie - Pensioeninstellingen - PensioPlus - Schoeisel, leerlooierij en marokijn - LederCuir - Spaarbanken - Belgische spaarbankenvereniging - Toeristische attracties - ATTA |